# European Network of Excellence in Cryptology
ECRYPT (European Network of Excellence in Cryptology) est un Réseau d'excellence d'une durée de quatre ans lancé par des experts européens en cryptologie. Son but est d'améliorer la collaboration entre les spécialistes de la sécurité informatique, les cryptologues et les experts des mesures contre les contrefaçons. ECRYPT a commencé ses activités le 1er février 2004.

## Activités
Les activités du réseau ECRYPT sont divisées en cinq « laboratoires » virtuels :
- STVL (Symmetric techniques virtual lab) pour la cryptographie symétrique
- AZTEC (Asymmetric techniques virtual lab) pour la cryptographie asymétrique
- PROVILAB (Protocols virtual lab) pour les protocoles de communication
- VAMPIRE (Secure and efficient implementations virtual lab) pour assurer des implémentations sûres
- WAVILA (Watermarking and perceptual hashing virtual lab) pour la lutte contre les contrefaçons et l'abus sur les droits d'auteur

## Le «Stream Cipher Project»
L'association a lancé en octobre 2004 un concours pour désigner un nouveau standard en matière de chiffrement de flot, une primitive cryptographique largement dominée par RC4 de Ronald Rivest qui présente de sérieux signes de faiblesse et des attaques de plus en plus significatives.
À l'instar du concours AES qui s'était intéressé au chiffrement de bloc, ECRYPT a jugé bon de demander aux cryptologues de plancher sur de nouveaux algorithmes. L'évaluation se fait en deux étapes comme pour AES, la première prend fin en février 2006 et la deuxième en septembre 2007. Le rapport final sort en janvier 2008.
Des cryptologues réputés ont élaboré des chiffrements de flot pour ECRYPT :
- Daniel Bernstein avec Salsa20
- Eli Biham et Jennifer Seberry avec Py
- Alex Biryukov avec LEX
- Joan Daemen (coauteur de Rijndael devenu AES) et Paris Kitsos avec Mosquito
- Bruce Schneier, Doug Whiting, Stephan Lucks et Frédéric Muller avec Phelix
- Bart Preneel et Christophe de Cannière avec Trivium

Trois propositions ont été développées par des équipes françaises :
- SOSEMANUK
- DECIM
- F-FCSR

Au total, 35 algorithmes ont été proposés et des attaques sont apparues. Certains chiffrements sont expérimentaux comme MAG qui est basé sur un automate cellulaire, d'autres candidats sont moins sérieux et des failles ont été rapidement mises à jour.
Le concours est maintenant fini, et encourage l'utilisation de sept chiffrements à flot, classés en deux catégories :
| Software   | Hardware  |
| ---------- | --------- |
| HC-128     | Grain v1  |
| Rabbit     | MICKEY v2 |
| Salsa20/12 | Trivium   |
| Sosemanuk  |           |